# 荣赫鹏

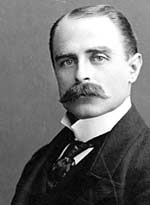
荣赫鹏

荣赫鹏爵士（英語：Sir Francis Younghusband，1863年5月31日—1942年7月31日），又译法蘭西斯·楊漢斯本、杨哈思班，英国殖民者，英属印度政府官员，作家、探险家和外交家。他最为人所熟知的是他在远东和中亚的游历，尤其是他领导的1904年英國遠征西藏，以及他关于亚洲和外交政策的著作。荣赫鹏历任英国西藏邊防委員會主任，皇家地理学会主席。

## 早年生涯
荣赫鹏1863年出生于英属印度穆里（Murree，今属巴基斯坦）的一个英国军人家庭，父母为约翰·楊漢斯本和妻子克拉拉·简·肖。克拉拉的兄弟沙敖是著名的中亚探险家。
荣赫鹏儿时被母亲带往英国生活。克拉拉1867年返回印度时，她留下儿子交由两位拘谨而严苛的婶婶照管。1870年他母亲和父亲返回英国，家庭重聚。1876年，13岁的弗朗西斯进入布里斯托尔的克里夫顿学院（Clifton College）。1881年，他进入桑德赫斯特皇家军事学院，于1882年授階为第一国王骑兵卫队的中尉。

## 军旅生涯
1886-1887年，荣赫鹏离团休假期间，进行了一次远征，从满洲进入中国北方，然后穿越蒙古戈壁，翻越天山，沿天山北麓至帕米尔，开拓了一条从喀什和印度经未曾勘测的穆士塔格通道的路径。凭此成就，他被选为皇家地理学会最年轻的成员并接受了学会的金质奖章。
1889年，荣赫鹏同一队廓尔喀卫队派遣到坎巨提和红其拉甫山口到喀喇昆仑山地区未勘测区域进行考察。在坎巨提的边远地区宿营期间，荣赫鹏在营地接待了一名信使，邀请他与英俄大博弈中的俄国对手格罗姆切夫斯基上尉共进晚餐。荣赫鹏接受邀请前往格罗姆切夫斯基的营地，晚餐后两个竞争对手交谈至深夜，分享了白兰地和伏特加，讨论了俄国入侵英属印度的可能性。格罗姆切夫斯基的哥萨克卫兵的马术技巧和荣赫鹏的廓尔喀部队来复枪训练给对方留下深刻印象。会晤之后，格罗姆切夫斯基继续了他的克什米尔探险，荣赫鹏则继续探索棍杂。
在克什米尔服役期间，他受爱德华·莫林诺克斯（Edward Molyneux）请求写下一本名为《克什米尔》的书。荣赫鹏的描述附有爱德华·莫林诺克斯的山谷插画。书中，荣赫鹏首次阐明他对克什米尔自然之美与其历史的深深赞美。
1890年，荣赫鹏转至印度政治部（Indian Political Service），在借调期间任政治专员。
英国与俄国间的“大博弈”持续至世纪之交。俄国在兴都库什山脉扩张与俄国在西藏的存在的谣言，促使印度总督——寇松勋爵，在1902至1904年间任命当时的少校荣赫鹏为英国的邊務專員。1903至1904年，在寇松的命令下，荣赫鹏与駐锡金政治专员约翰·克劳德·怀特一起领导三千餘人的軍隊入侵西藏，其表面上的目的是解决锡金—西藏边界问题，而其真正目的是使西藏成為英国與俄國之間的緩衝地區。英軍在古若村外屠杀了攔路的藏軍，在江孜宗山遇到藏軍的激烈抵抗。攻陷江孜後，英軍進而佔領拉薩，與噶廈等官員簽訂了《拉薩條約》。
1904年，荣赫鹏获得第二级爵士印度帝国勋章（Knight Commander of the Order of the Indian Empire），于1917年获得第二级爵士印度之星勋章（Knight Commander of the Order of the Star of India）。
1906年，荣赫鹏在返回英国成为诸多俱乐部和协会的活跃成员之前，作为英国代表在克什米尔居住。

## 喜马拉雅与登山
1919年，榮赫鵬當選為皇家地理學會會長，1921年他成為埃佛勒斯峰委員會主席，協調英國首次埃佛勒斯峰勘察隊，積極鼓勵成功的登山家喬治·馬洛里採用與他的西藏代表團相同的路線首攀埃佛勒斯峰。隨後1922年和1924年的英國珠峰探險隊榮赫鵬續任委員會主席。

## 脚注
1. ↑  Anon. . Geographical Review. 1942-10, 32 (4): 681. JSTOR 210007.
2. ↑  Younghusband, Francis E. . John Murray, London. Facsimile reprint: (2005) Elbiron Classics. 1896: 58-290.

## 外部連結
- 皇家地理學會關於榮赫鵬的照片 （页面存档备份，存于），包括在簽訂《拉薩條約》後由代理攝政的甘丹赤巴贈給榮赫鵬的古銅佛像。